# Puerto de Plaquemines
El Puerto de Plaquemines (en inglés: Port of Plaquemines) es uno de los puertos más grandes de Estados Unidos. Se encuentra en la desembocadura del río Misisipi en el Golfo de México, cerca de Belle Chasse en la parroquia Plaquemines, Luisiana, a unos treinta kilómetros al sur de Nueva Orleans. 
El Puerto de Plaquemines, es un Terminal de Distrito en la misma extensión que la parroquia de Plaquemines, y fue creado en 1954 por la legislatura de Luisiana como una agencia estatal. Se rige por un comité de la Junta Parroquial de Plaquemines, actúan como la Junta del Puerto.
En 2008, Plaquemines manejó un total de 63,7 millones de toneladas de barcos, de los cuales 35,8 millones de toneladas fueron comercio nacional.